# 커피 1
커피#1(Coffee#1)는 영국의 커피 체인점이다. 2001년 웨일스 카디프에서 설립되었으며, 동년 카디프 우드 스트리트에 1호점을 열었다.